# 지역 항공사
지역 항공사(영어: regional airline)은 일반 대형 항공사의 대형 항공기로 운행하기에 비적합한 단거리 노선이나 승객 규모가 적은 노선등을 운행하는 항공사이다. 땅이 넓은 미국, 중국, 호주, 유럽 등에 주로 발달되어 있다. 현재 대한민국에서는 하이에어가 유일한 지역 항공사이다.

## 같이 보기
- 리저널 제트